# Saint-Géraud-de-Corps
Saint-Géraud-de-Corps là một xã, nằm ở tỉnh Dordogne vùng Aquitaine của Pháp. Xã này có diện tích 14,95 kilômét vuông, dân số năm 2006 là 191 người. Xã nằm ở khu vực có độ cao trung bình 9 m trên mực nước biển.

## Thông tin nhân khẩu
| Năm    | 1962 | 1968 | 1975 | 1982 | 1990 | 1999 | 2006 |
| ------ | ---- | ---- | ---- | ---- | ---- | ---- | ---- |
| Dân số | 162  | 149  | 152  | 149  | 150  | 167  | 191  |